# Theo van Gogh (kunsthandelaar)

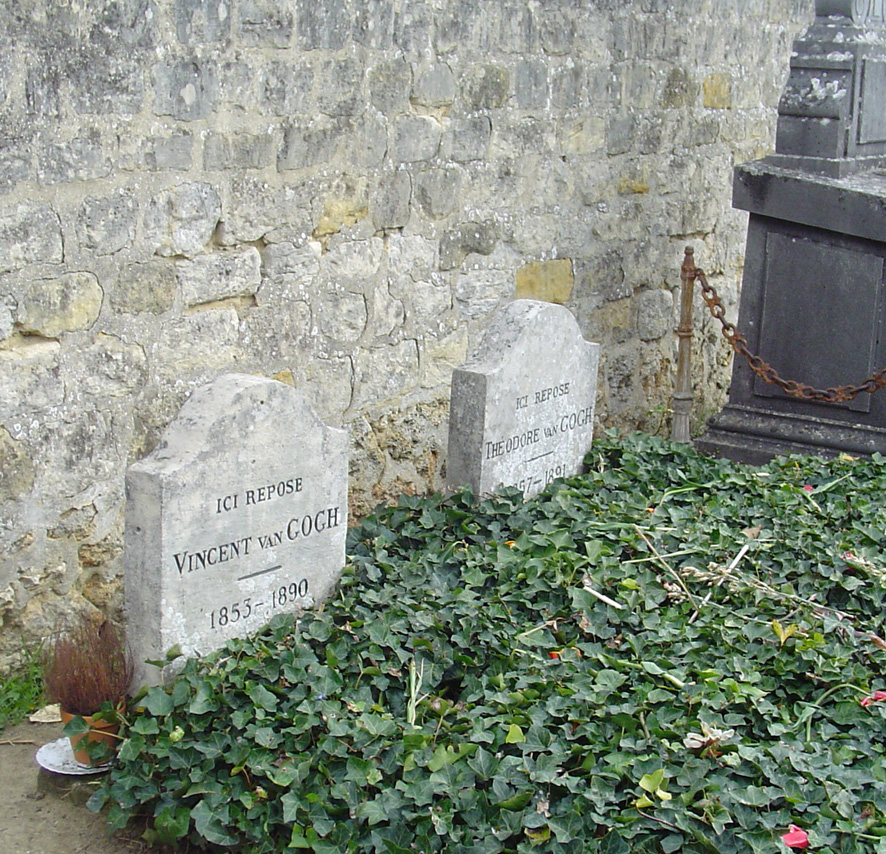
Graf van Theo (rechts) en Vincent (links) in Auvers-sur-Oise

Theodorus (Theo) van Gogh (Zundert, 1 mei 1857 – Utrecht, 25 januari 1891) was een Nederlandse kunsthandelaar. Hij was een jongere broer van de schilder Vincent van Gogh. De filmregisseur Theo van Gogh was zijn achterkleinzoon.

## Jonge jaren
Van Gogh werd geboren als zoon van predikant Theodorus van Gogh en Anna Cornelia Carbentus. Zijn vier jaar oudere broer Vincent begon in 1872 een geregelde correspondentie met hem. Vincent werkte al enige jaren bij het Haagse filiaal van de kunsthandel Goupil & Cie toen Theo op 1 januari 1873 jongste bediende werd bij het Brusselse filiaal van deze firma. In juni werd Vincent overgeplaatst naar het filiaal in Londen, en vanaf november van dat jaar werkte Theo in het filiaal in Den Haag. Oorspronkelijk was dit de kunsthandel van hun oom Vincent van Gogh geweest, die vervolgens partner was geworden van de kunsthandel Goupil in Zwitserland.

## Periode in Frankrijk
Theo ontwikkelde zich tot een succesvolle kunsthandelaar en werd overgeplaatst naar het hoofdkantoor van Goupil & Cie in Parijs. Vanaf de winter van 1880-1881 zond hij zijn broer Vincent maandelijks schildersmaterialen en een toelage. De broers onderhielden een intensieve correspondentie, waarin Theo zijn zwaarmoedige broer aanmoedigde.
Begin 1886 nodigde hij Vincent uit bij hem te komen wonen. Goupil & Cie was inmiddels overgenomen door de schoonzoon van Goupil en heette nu kunsthandel Boussod, Valadon et Cie. Vincent woonde vanaf maart van dat jaar bij Theo, die hem introduceerde bij de schilders Paul Gauguin, Paul Cézanne, Henri de Toulouse-Lautrec, Henri Rousseau, Camille Pissarro en Georges Seurat. In 1888 haalde hij Gauguin ertoe over zich bij Vincent te voegen, die inmiddels in Arles woonde. Theo maakte in Parijs kennis met Andries Bonger en leerde zo diens zuster Johanna Bonger kennen.
Theo en Johanna trouwden op 17 april 1889 in Amsterdam. Het paar vestigde zich in Parijs, waar op 31 januari 1890 hun zoon Vincent Willem geboren werd. Op 8 juni bracht het jonge gezin een bezoek aan Vincent, die zich inmiddels in Auvers-sur-Oise nabij Parijs had gevestigd. Met de kunsthandel ging het niet goed, en Theo overwoog – daartoe aangezet door Vincent – om voor zichzelf te beginnen. Op 6 juli kwam Vincent in Parijs op bezoek, en op 27 juli schoot hij zich in Auvers in zijn borst, misschien om Theo, die al een gezin en een oude moeder moest onderhouden, niet langer tot last te zijn. Mogelijk was hij op de hoogte van de ziekte van Theo. Twee dagen later stierf Vincent, met Theo aan zijn sterfbed.
Theo raakte in een diepe depressie. Hij werd opgenomen in een gesticht in Auteuil met als diagnose "acute maniakale opwindingstoestand met grootheidswanen en progressieve gegeneraliseerde paralyse". Op verzoek van zijn vrouw werd hij na enkele weken vanuit Auteuil overgebracht naar het Geneeskundig Gesticht voor Krankzinnigen in Utrecht, waar hij op 18 november 1890 met een machtiging van zijn schoonvader werd opgenomen. Hij overleed daar op 33-jarige leeftijd, waarschijnlijk aan de gevolgen van syfilis en liet een zoon achter, Vincent Willem, de grootvader van cineast en columnist Theo van Gogh.
Theo van Gogh werd aanvankelijk begraven op de Eerste Algemene Begraafplaats Soestbergen in Utrecht. Op 8 april 1914 werd hij herbegraven in Auvers-sur-Oise, naast Vincent.

## Tentoonstelling
De Amsterdamse verzekeringsbankier Andries Bonger (1861-1936) woonde van 1879 tot 1892 in Parijs en leerde daar Theo van Gogh kennen. Theo maakte hem vertrouwd met de Franse moderne kunst. Na zijn terugkeer in Nederland begon Bonger te verzamelen, met name kunstwerken van zijn vrienden Odilon Redon (1840-1916) en Émile Bernard (1868-1941).
Een groot deel van deze collectie is in 1996 door de Nederlandse Staat aangekocht en in het Van Gogh Museum ondergebracht als langdurig bruikleen. Met de presentatie van ruim 80 werken – schilderijen, tekeningen, pastels, prenten en tapisserieën – besteedde het Van Gogh Museum in 2009 aandacht aan deze bijzondere deelcollectie, onder de titel De collectie van Andries Bonger. Bij de presentatie verscheen ook een publicatie over de collectie.

## Galerij

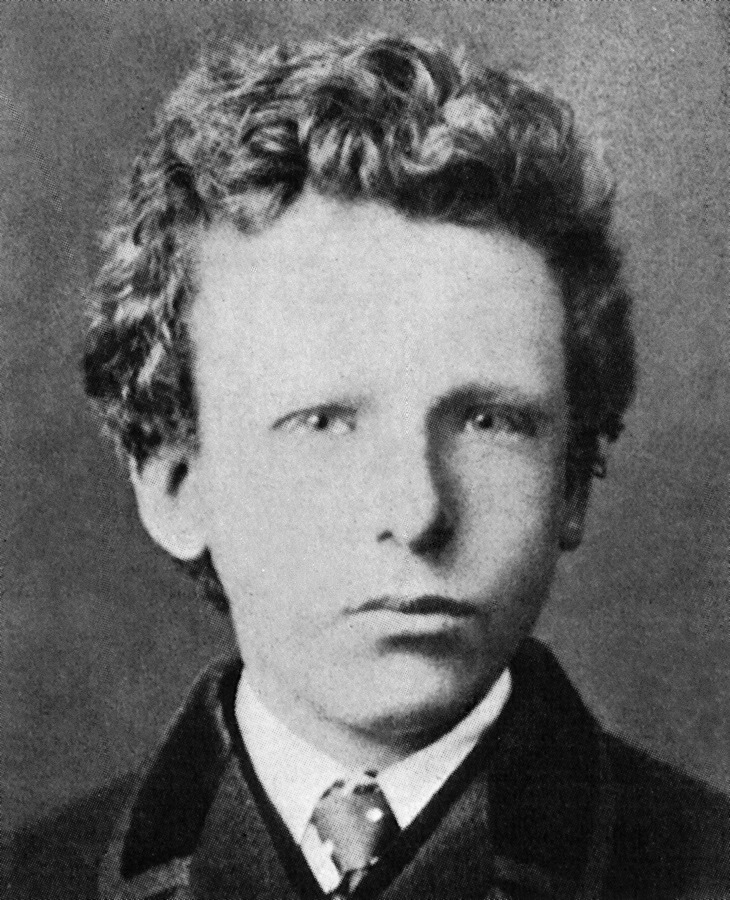
Theo van Gogh in 1873. Tot 2018 ging men ervan uit dat dit een foto van Vincent was.
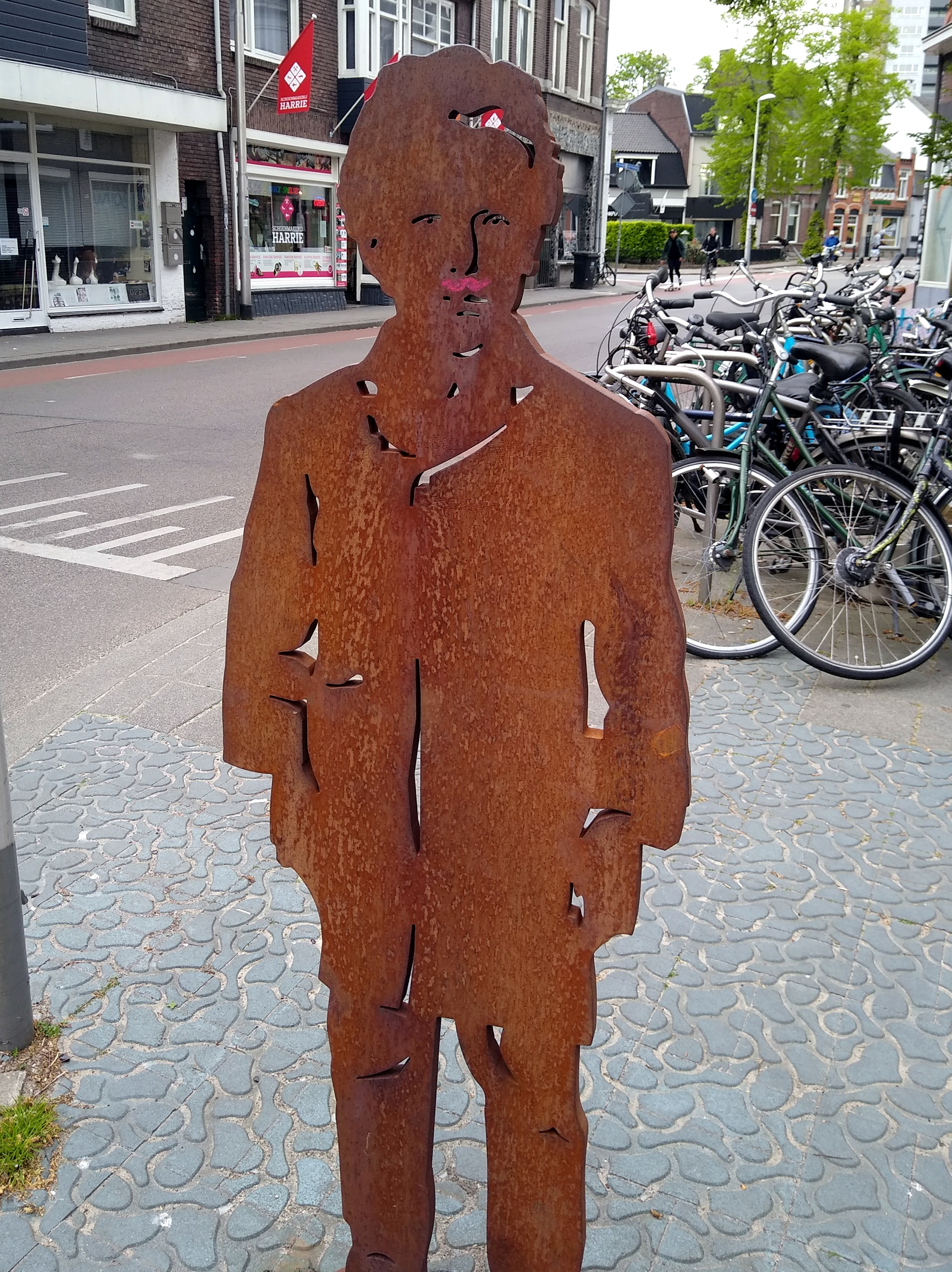
Sculptuur van de jonge Theo te Tilburg; bedoeld was Vincent, die aldaar school ging.
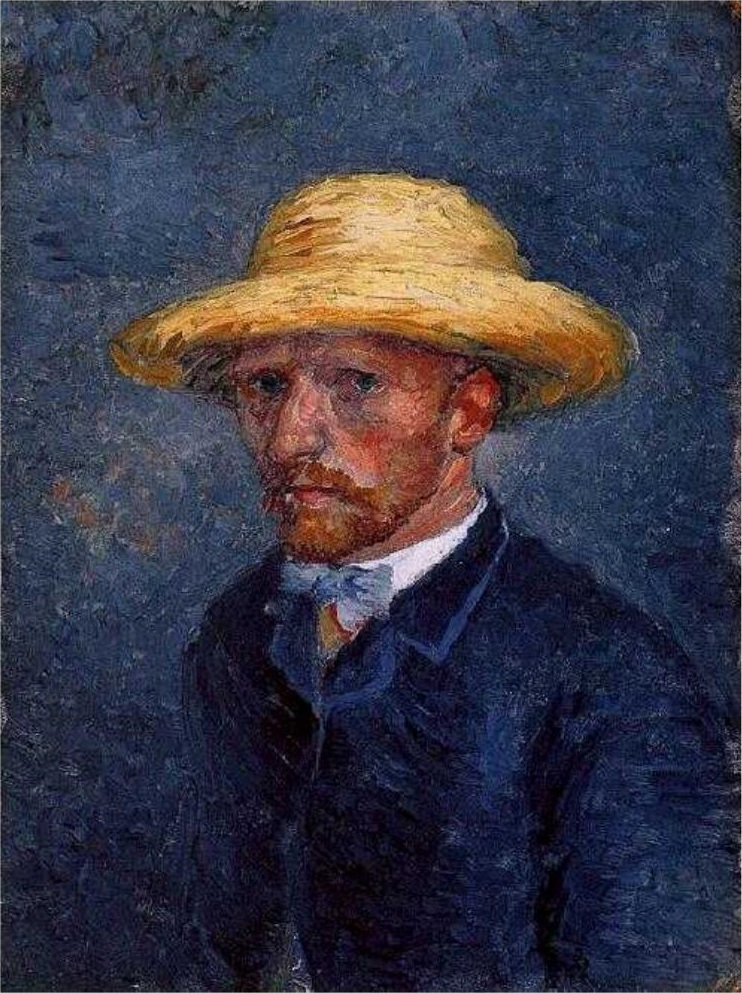
Theo van Gogh in 1887. Tot 2011 ging men ervan uit dat dit een zelfportret van Vincent was.
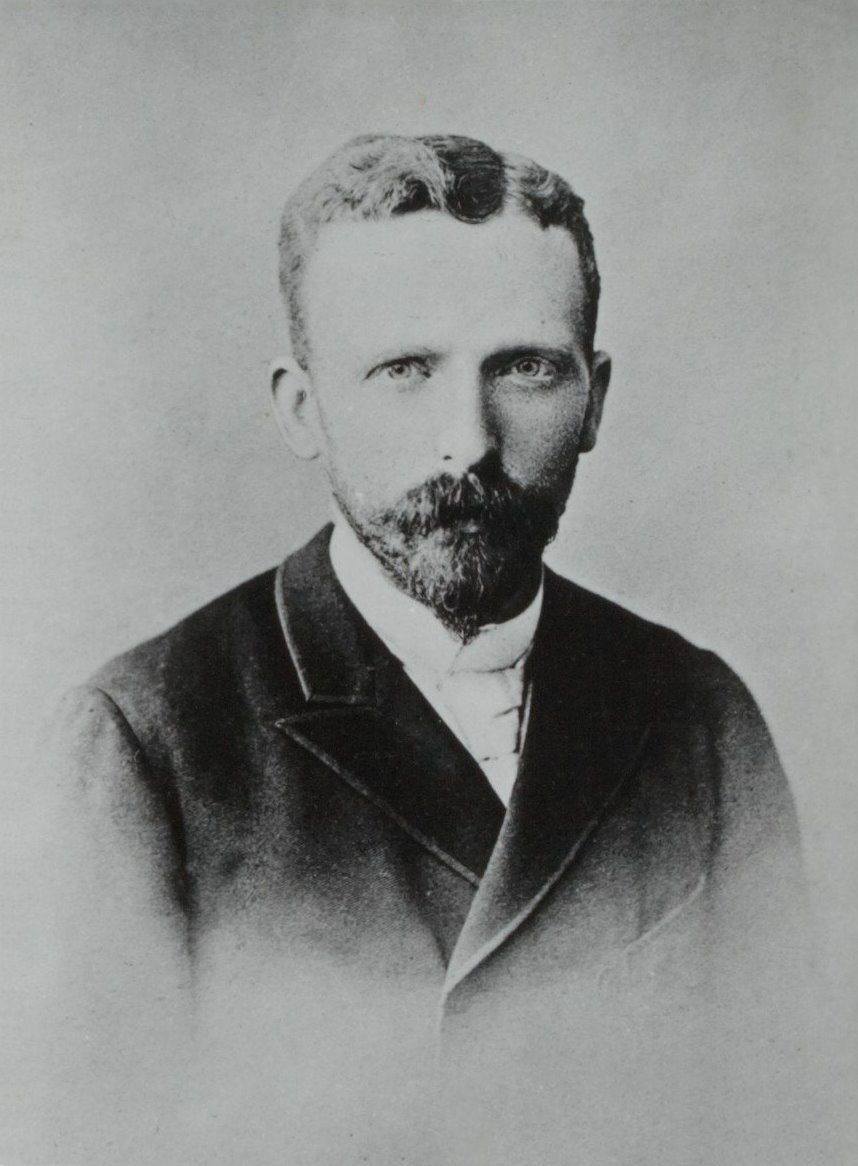
Theo van Gogh in 1890

- Bibsys: 1602157051075
- Biblioteca Nacional de España: XX5539969
- Bibliothèque nationale de France: cb12454726r (data)
- Biografisch Portaal: 49589359
- Catàleg d'autoritats de noms i títols de Catalunya: 981058511012006706
- CiNii: DA0601429X
- Digitale Bibliotheek voor de Nederlandse Letteren: gogh009
- Gemeinsame Normdatei: 118953974
- International Standard Name Identifier: 0000 0000 8362 2905
- Library of Congress Control Number: n81062083
- Nationale Bibliotheek van Letland: 000198613
- Bibliotheek van het Japanse parlement: 00522023
- Nationale bibliotheek van Australië: 35130078
- Nationale Bibliotheek van Israël: 987007276144705171
- Nationale Bibliotheek van Polen: a0000001178998
- Nationale en Universitaire bibliotheek Zagreb: 000017051
- Nederlandse Thesaurus van Auteursnamen: 069142394
- RKD-Nederlands Instituut voor Kunstgeschiedenis: 351830
- Istituto Centrale per il Catalogo Unico: LO1V044678
- LIBRIS: 292403
- SNAC: w6rj695d
- Système universitaire de documentation: 086056743
- Trove: 835526
- Union List of Artist Names: 500339434
- Virtual International Authority File: 19774401
- WorldCat: E39PBJbGYfd46D4YmGYxKwmPQq